# Pape Diop (2003)
Pape Demba Diop (4 september 2003) is een Senegalese profvoetballer die als middenvelder uitkomt voor  SV Zulte Waregem en het Senegalese nationale team. 

## Clubcarrière
Diop tekende in september 2022 voor het Belgische SV Zulte Waregem, maar moest vanwege administratieve problemen wachten tot oktober van datzelfde jaar voordat hij met zijn nieuw team kon meetrainen.

## Internationale carrière
Diop werd opgeroepen voor het Senegalese U20-team voor de Africa U20 Cup of Nations van 2023.  Hij scoorde in de 3-0 overwinning van Senegal tegen Mozambique, waardoor Senegal doorging naar de knock-outfase. Senegal wist met Diop het toernooi te winnen door een 2-0 winst tegen Gambie.

## Clubstatistieken[5]
| Seizoen         | Club             | Land             | Competitie         | Competitie | Competitie | Beker | Beker | Continentaal | Continentaal | Totaal | Totaal |
| Seizoen         | Club             | Land             | Competitie         | Wed.       | Dlp.       | Wed.  | Dlp.  | Wed.         | Dlp.         | Wed.   | Dlp.   |
| --------------- | ---------------- | ---------------- | ------------------ | ---------- | ---------- | ----- | ----- | ------------ | ------------ | ------ | ------ |
| 2021/22         | Diambars FC      | Vlag van Senegal | League 1           | –          | –          | –     | –     | 3            | 0            | 3      | 0      |
| 2022/23         | SV Zulte Waregem | Vlag van België  | Eerste klasse A    | 1          | 0          | 1     | 0     | –            | –            | 2      | 0      |
| 2022/23         | Jong Essevee     | Vlag van België  | Tweede nationale A | 5          | 0          | –     | –     | –            | –            | 5      | 0      |
| 2023/24         | Jong Essevee     | Vlag van België  | Tweede nationale A | 2          | 0          | –     | –     | –            | –            | 2      | 0      |
| 2023/24         | SV Zulte Waregem | Vlag van België  | Eerste klasse B    | 10         | 1          | –     | –     | –            | –            | 10     | 1      |
| 2024/25         | SV Zulte Waregem | Vlag van België  | Eerste klasse B    | 15         | 4          | 3     | 0     | –            | –            | 18     | 4      |
| Carrière totaal | Carrière totaal  | Carrière totaal  | Carrière totaal    | 33         | 5          | 4     | 0     | 3            | 0            | 40     | 5      |

Bijgewerkt op 22 december 2024.

## Erelijst
Senegal U20
- Afrika Cup voor U-20 : 2023 [6]
- U-20 Zone West A (Groep B) Toernooi : 2022 [7]

Individueel
- Gouden Schoen Afrika Cup U-20 : 2023 [8]

1 Bostyn ·
3 Tanghe ·
4 Lemoine ·
7 Challouk ·
8 Rommens ·
9 Vossen  ·
10 Ablo Traoré ·
11 Gavriel ·
14 Barkarson ·
17 Diop ·
18 Tambedou ·
19 Nyssen ·
20 Hedl ·
21 Nnadi ·
22 Opoku ·
23 Van der Gouw ·
24 Erenbjerg ·
27 Diabaté ·
31 Willen ·
42 Dobbels ·
47 Labie ·
50 Van Damme ·
55 Cappelle ·
59 Demuynck ·
64 Sergeant ·
Coach: Vandenbroeck